# 捏合机

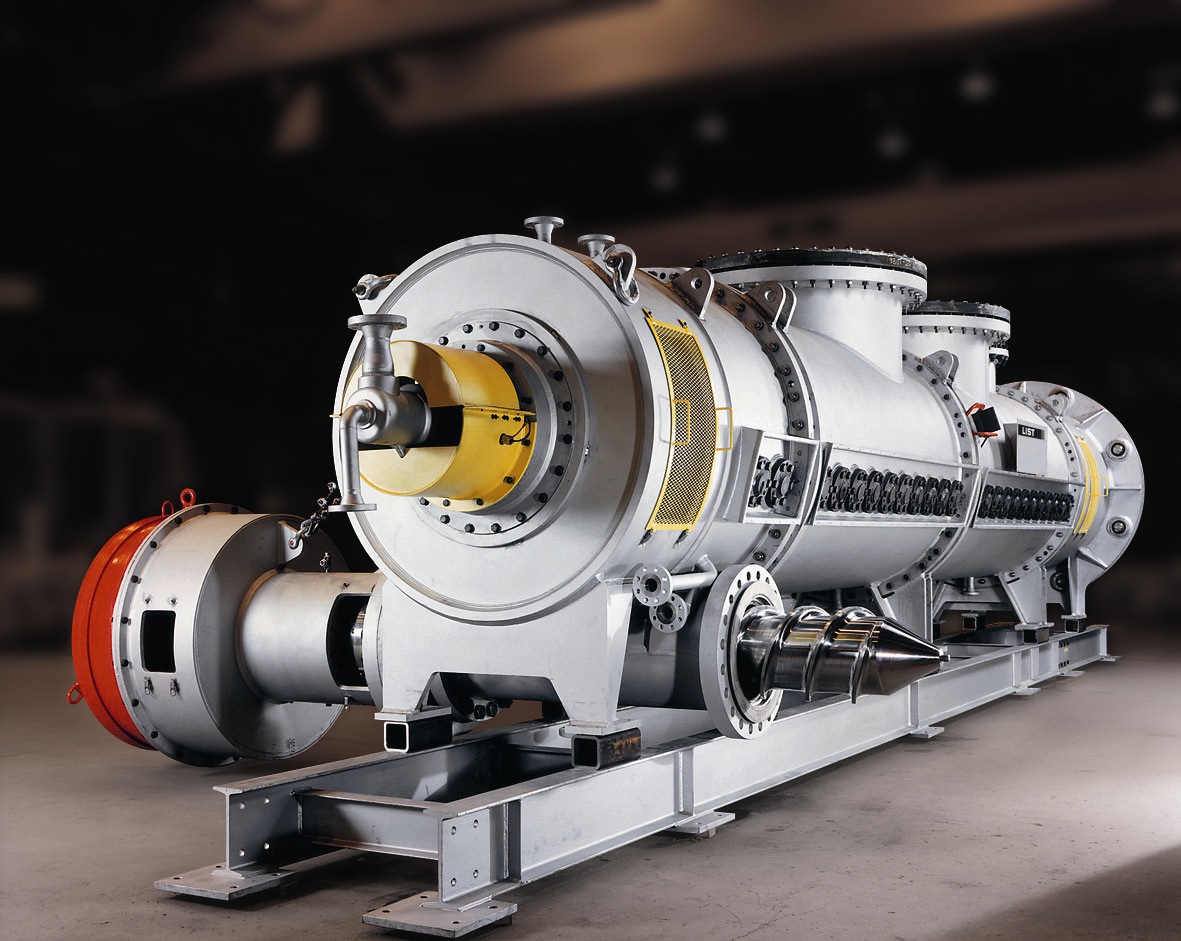
利斯特单轴捏合机

捏合机（Kneader reactor）是一种混合搅拌机，通常用于高粘度体系下的反应，混合，干燥等工艺，尤其适用于高分子材料，即塑料制品的制备与加工。捏合机的作用是将各种组分进行混合，通过机械搅拌和外界加热，使各组分相互反应，或将轻质组分分离。

## 历史
捏合机是由海因茨·利斯特(Heinz List)发展而来的，该技术在处理工业上一经出现就变得相当流行。1966年海因茨·利斯特用自己的名字命名在瑞士阿里斯多夫(Arisdorf)创立了世界上第一家捏合机制造工程公司LIST AG。 2016年利斯特公司被约科布·缪勒公司(Jakob Müller)全资收购，更名为LIST Technology AG。
在1966年，利斯特曾说“在操作过程中，高浓度物料要比低浓度有效，同时也更加经济”。利斯特认为处理高浓度的物料，意味着溶剂较少甚至没有溶剂，这样可以最大限度的提高每单位体积的工序收益。处理高浓度物料本身是一个非常复杂，并且具有挑战性的工作，为了更好的处理高浓度物料，需要发展新技术。于是，他开始开发可靠的、并且能够在高浓度物料中处理相变的工艺技术。

## 应用范围
捏合机反应器用于高粘度材料，比如：口香糖，生面团，太妃糖，纺丝溶液 （如芳纶，莱塞尔纤维等）橡皮泥，橡胶，硅酮，粘合剂，树脂制品和其他高分子产品。反应物可以是液体，粉末，固体（泥浆），这些物料的粘度大约是1000000cps，并且反应过程中，反应物不经过物理相变。捏合机主要用于塑料制品的本体聚合反应，脱挥，挤出造粒过程，将树脂和各种助剂混合，在机械搅拌和给物料加热的条件下，将各组分混合均匀，再经过塑炼等过程后，制成便于加工成型的紧密的球形、圆柱形、立方形颗粒。

## 分类形式
- 根据类型不同，可分为单轴捏合机和双轴捏合机。
- 根据用途不同，可分为炭素捏合机、硅橡胶捏合机、纤维素溶解机、真空捏合机、芳纶溶解机等。
- 根据温度不同，可以制成常温型捏合机、普通加热型捏合机、高温型捏合机三种。
- 根据加热形式不同，可制成电加热型捏合机、油加热型捏合机等。
- 根据加工量不同，可分为实验室捏合机、生产型捏合机、特大型捏合机等[1]。

### 选择
针对不同物料相区特性捏合机可分为单轴和双轴捏合机两大类。
当过程中出现相变时，传统技术需要用稀释液。稀释液或者溶剂能够减小反应物的粘度，使其在反应器中混合，并且容易控制反应温度。捏合机是一种可以允许浓相合成的技术解决方案，减少或消除溶剂的使用量，增强过程本身。

## 工作原理
捏合机是利用机械搅拌,即叶片的搅拌和对物料加热，将各种组分混合均匀，但不同类型的捏合机工作原理不完全相同。
- 利斯特捏合机工作原理：搅拌器由一根或两根搅拌轴组成，主轴转速为20-200 r/min， 副轴做为清洁轴，清理粘附在主搅拌轴上的物料，以便更好的混合搅拌。物料在混合室的侧壁上翻，在混合室不断沿轴向前推，与此同时混合轴与内壁上的刮刀或清洁轴作用，使物料在径向充分混合，并且物料不粘附在工艺腔室内，最终使物料混合均匀，形成了均匀分散的体系
- Z型捏合机工作原理：搅拌器转动时，两轴转速度不同，主轴转速为20-40r/min，副轴为10-20 r/min。通过搅拌器的转动，物料在混合室的侧壁上翻，在混合室的中间下落，实现了物料的位置交换，如此重复交换位置，从而使物料混合均匀，形成了均匀分散的体系。
- 高速捏合机工作原理：物料从加料孔加入到混合室中，通过搅拌桨的高速搅拌作用，搅拌桨表面和物料产生摩擦力，同时，搅拌桨侧面施加给物料一个推力，在这两个力的作用下，物料沿搅拌桨做切向运动。于此同时，因为有离心力的作用，物料被抛向混合室内部，并沿着壁面上升，升到一定高度后，在重力的作用下，物料降回到搅拌桨的中心，接着又受到两个力的作用，做切向运动被抛起，如此循环，使物料螺旋状的不停运动，从而达到混合均匀的目的[2]。

## 主要结构
捏合机主要由混合室、机座部分、搅拌装置、排料装置、加热装置、传动装置等组成。捏合机类型不同，结构会有不同程度的差别。
- 利斯特捏合机：主要由进料系统，带有夹套的混合室，内壁刮刀，单轴或一对搅拌轴，齿轮箱，下料螺杆，汽包以及传动装置等组成。
- Z型捏合机：主要部分有：鞍型底的混合室和一对形状为Z型的搅拌器。
- 高速捏合机：主要由回转盖、混合室、搅拌桨、折流板、排料装置、加热装置以及传动装置等组成。混合室是圆筒形，包括内层、加热夹套、绝缘层，以及外套。内层具有很高的耐磨性，上边与回转盖相连，下面接有排料口。流线型的折流板挂在回转盖上，内部是空腔，通常含有热电偶。

## 作用特点
对于一些粘度较高、流动性较差的浆体，如面团和蜂蜜等，以及塑料固体等用一般搅拌机和混合机不能加工的物料，用捏合机加工效果较好。捏合机一般先对物料进行局部混合，再使其整体混合，具有捏合、糅合和调合的作用。捏合机必须给予物料一定的挤压力、剪切力、折叠力等作用，才能使物料混合均匀，因此，捏合机的叶片格外坚固，必须可以承受巨大的作用力，容器的壳体也因此具有足够的强度和刚度。
捏合机是双桨平行的卧式结构，为了保证物料的化学性能不变，凡是与物料接触的零部件，如拌桨、墙板等必须是不锈钢制件，具有耐腐蚀性。